# František Adam Míča
Jan Adam František de Paula Ritter von Míča (* 11. Januar 1746 in Jarmeritz; † 19. März 1811 in Lemberg) war ein tschechischer Komponist.
Míča studierte Jura und wurde Beamter der böhmischen Hofkanzlei. 1810 wurde er in den Ritterstand erhoben. 
Er komponierte Opern und Singspiele, mehrere Sinfonien, Tänze für Orchester, Violinkonzerte, kammermusikalische Werke und ein Oratorium. Berühmt wurde sein Concertino notturno für Violine und Orchester.